# Hội đồng Nhân sĩ (Việt Nam Cộng hòa)
Hội đồng Nhân sĩ là cơ quan cố vấn dân sự cho chính quyền quân sự của Hội đồng Quân nhân Cách mạng sau đảo chính Việt Nam Cộng hòa 1963. Hội đồng được thành lập ngày 6 tháng 11 năm 1963 bởi một sắc lệnh của Hội đồng Quân nhân Cách mạng và khai mạc phiên họp đầu tiên ngày 2 tháng 1 năm 1964 tại Hội trường Diên Hồng. Tuy nhiên, chỉ 3 tháng sau, Hội đồng đã bị tướng Nguyễn Khánh ra quyết định giải tán sau cuộc chỉnh lý đưa ông lên nắm quyền.

## Lịch sử
Ngay sau khi đảo chính ngày 1 tháng 11 năm 1963 thành công, ngày 2 tháng 11, Hội đồng Quân nhân Cách mạng do tướng Dương Văn Minh lãnh đạo đã ra tuyên cáo số 1 gồm 5 điểm:
| “ | 1. Quân đội đã làm cách mạng lật đổ một chế độ độc tài thể theo ý nguyện của toàn dân. 2. Cuộc cách mạng được toàn thể mọi tầng lớp nhân dân tham gia. 3. Sẽ thành lập gấp một chính phủ lâm thời để điều hành quốc gia. 4. Một Hội đồng Nhân sĩ sẽ được thành lập để cố vấn cho chính phủ trong giai đoạn chuyển đổi. 5. Khi các định chế dân chủ được thực hiện, Hội đồng Quân nhân Cách mạng sẽ trao quyền cho quốc dân. | ” |

Sau đó 4 ngày, ngày 6 tháng 11 năm 1963, Hội đồng Quân nhân Cách mạng cùng Chính phủ lâm thời do cựu Phó tổng thống Nguyễn Ngọc Thơ làm Thủ tướng đã ra mắt giới báo chí. Trong cùng ngày, Hội đồng Quân nhân Cách mạng đã ra sắc lệnh thành lập Hội đồng Nhân sĩ. Thành phần Hội đồng Nhân sĩ dự kiến sẽ bao gồm nhiều nhân vật có tên tuổi được trọng vọng trong xã hội Việt Nam Cộng hòa và đã từng trực tiếp hay gián tiếp chống đối chính quyền Ngô Đình Diệm. Hội đồng Nhân sĩ sẽ bao gồm đại diện nhiều giới cùng đoàn thể như Nhóm Caravelle, Công giáo, Phật giáo, Cao Đài, v.v...
Tuy nhiên, mãi đến ngày 2 tháng 1 năm 1964, Hộ đồng Nhân sĩ mới khai mạc phiên họp đầu tiên tại Hội trường Diên Hồng, với thành phần hơn 60 người, với các nhân vật tiêu biểu như Trần Đình Nam, Phan Khắc Sửu, Giáo sư Phạm Biểu Tâm, Trần Văn Văn, Đào Đăng Vỹ... Ngay trong phiên họp đầu tiên, ông Trần Văn Văn được bầu làm Tổng thư ký và ông Bùi Diễm làm Phó tổng thư ký.
Ngày 16 tháng 1, Hội đồng Nhân sĩ họp bàn về việc soạn thảo Hiến pháp mới cho Việt Nam Cộng hòa nhằm nhanh chóng thành lập một cơ cấu chính quyền dân sự.
Ngày 23 tháng 1, Hội đồng Nhân sĩ ra thông cáo yêu cầu chính phủ Nguyễn Ngọc Thơ đoạn tuyệt ngoại giao với chính quyền Pháp với cáo buộc chính phủ Pháp can thiệp vào công việc nội bộ của Việt Nam Cộng hòa.
Một tuần sau đó, tướng Nguyễn Khánh làm cuộc "chỉnh lý" ngày 30 tháng 1 năm 1964 để lên làm chủ tịch Hội đồng Quân nhân Cách mạng. Hội đồng Nhân sĩ bị tướng Khánh ra quyết định giải tán vào ngày 4 tháng 4 năm 1964.

## Tác động
Mặc dù không phải là cơ quan chấp chính, nhưng Hội đồng Nhân sĩ có tác dụng làm diễn đàn quốc gia góp ý và chỉ trích chính phủ trong thời kỳ quân nhân nắm quyền tạm thời. Cũng vì phát biểu tự do của Hội đồng Nhân sĩ cùng với việc báo chí loan tin rộng rãi mà Hội đồng Quân nhân Cách mạng phải xúc tiến đưa ra kế hoạch trao trả quyền hành lại cho chính phủ dân sự, trong đó là nỗ lực soạn một hiến pháp mới. Tuy nhiên, việc tướng Khánh lên nắm quyền và ra quyết định giải tán Hội đồng Nhân sĩ đã kéo dài sự xáo trộn của xã hội Việt Nam Cộng hòa trong gần 1 năm rưỡi sau đó.
Tướng Đỗ Mậu nhận định việc thành lập Hội đồng Nhân sĩ là một cơ cấu rất thích hợp với hoàn cảnh chính trường Việt Nam Cộng hòa bấy giờ, giữ nhiệm vụ và có quyền hạn của một cơ quan lập pháp tạm thời trong lúc chờ đợi Hiến pháp và Quốc hội mới, ngoài ra, nó còn đóng vai đối lập với chính quyền, một vai trò cần thiết để thể hiện dân chủ trong giai đoạn quân nhân nắm quyền. Tuy nhiên, ông cũng cho rằng đây là một sai lầm lớn của Hội đồng Quân nhân Cách mạng do tướng Dương Văn Minh cầm đầu, khi thành phần của Hội đồng thiên về các nhân vật là cộng sự viên cũ của các tướng lĩnh mà thiếu các nhân sĩ lão thành tiếng tăm như Nguyễn Xuân Chữ, Trần Văn Hương... cũng như các lãnh tụ của các tôn giáo, đảng phái như Thiên Chúa giáo, Phật giáo, Tin Lành, Cao Đài, Hòa Hảo, Đại Việt Quốc dân Đảng, Việt Nam Quốc dân Đảng, Việt Nam Cách mạng Đồng minh Hội, Dân chủ..., thậm chí tệ hại hơn, khi một số thành viên là những nhân vật có quá khứ gắn kết với Tổng thống Ngô Đình Diệm như ông Trần Trung Dung...